# 1611 en philosophie
Chronologie de la philosophie
- 1607
- 1608
- 1609
- 1610
- 1611
- 1612
- 1613
- 1614
- 1615

L’année 1611 a été marquée, en philosophie, par les événements suivants :

## Naissances
- 3 janvier à Upton, dans le Northamptonshire : James Harrington (mort le 11 septembre 1677 (à 66 ans) à Westminster) est un philosophe anglais, dont les conceptions républicaines ont eu une grande influence sur l'émergence des régimes représentatifs modernes.